# Bożena Puter
Bożena Natalia Puter (ur. 27 lutego 2000 w Krakowie) – polska koszykarka występująca na pozycjach rzucającej lub niskiej skrzydłowej, obecnie zawodniczka SKK Polonii Warszawa.

## Osiągnięcia
Stan na 18 marca 2024, na podstawie, o ile nie zaznaczono inaczej.

### Drużynowe
Seniorek
- Mistrzyni Polski (2015, 2016, 2022[2])
- Wicemistrzyni Polski (2023)[3]
- Brązowa medalistka mistrzostw Polskie (2024)[4]
- Zdobywczyni:
  - Pucharu Polski (2022[5], 2023[6])
  - Superpucharu Polski (2021[7], 2022[8])
- Uczestniczka międzynarodowych rozgrywek:
  - Euroligi (2022/2023)
  - Eurocup (2021/2022)

Młodzieżowe
- Wicemistrzyni Polski kadetek (2015)

### Reprezentacja
- Uczestniczka mistrzostw Europy U–18 (2018 – 11. miejsce)[9]